# Sevilla FC
Sevilla Fútbol Club is een voetbalclub uit Sevilla, Spanje. De club speelt in de Primera División. Thuisstadion is het Estadio Ramón Sánchez Pizjuán, dat 45.500 plaatsen heeft. De eeuwige rivaal van Sevilla FC is stadsgenoot Real Betis. Sevilla FC heeft ook een tweede team, Sevilla Atlético, dat uitkomt in de Segunda División B. Sevilla won in totaal zevenmaal de UEFA Cup / UEFA Europa League, waarmee het qua titels recordhouder is. Tevens verloor de club nog nooit een gespeelde finale van de UEFA Cup / UEFA Europa League. In juli 2023 won het tevens de eerst gehouden editie van de UEFA–CONMEBOL Club Challenge.

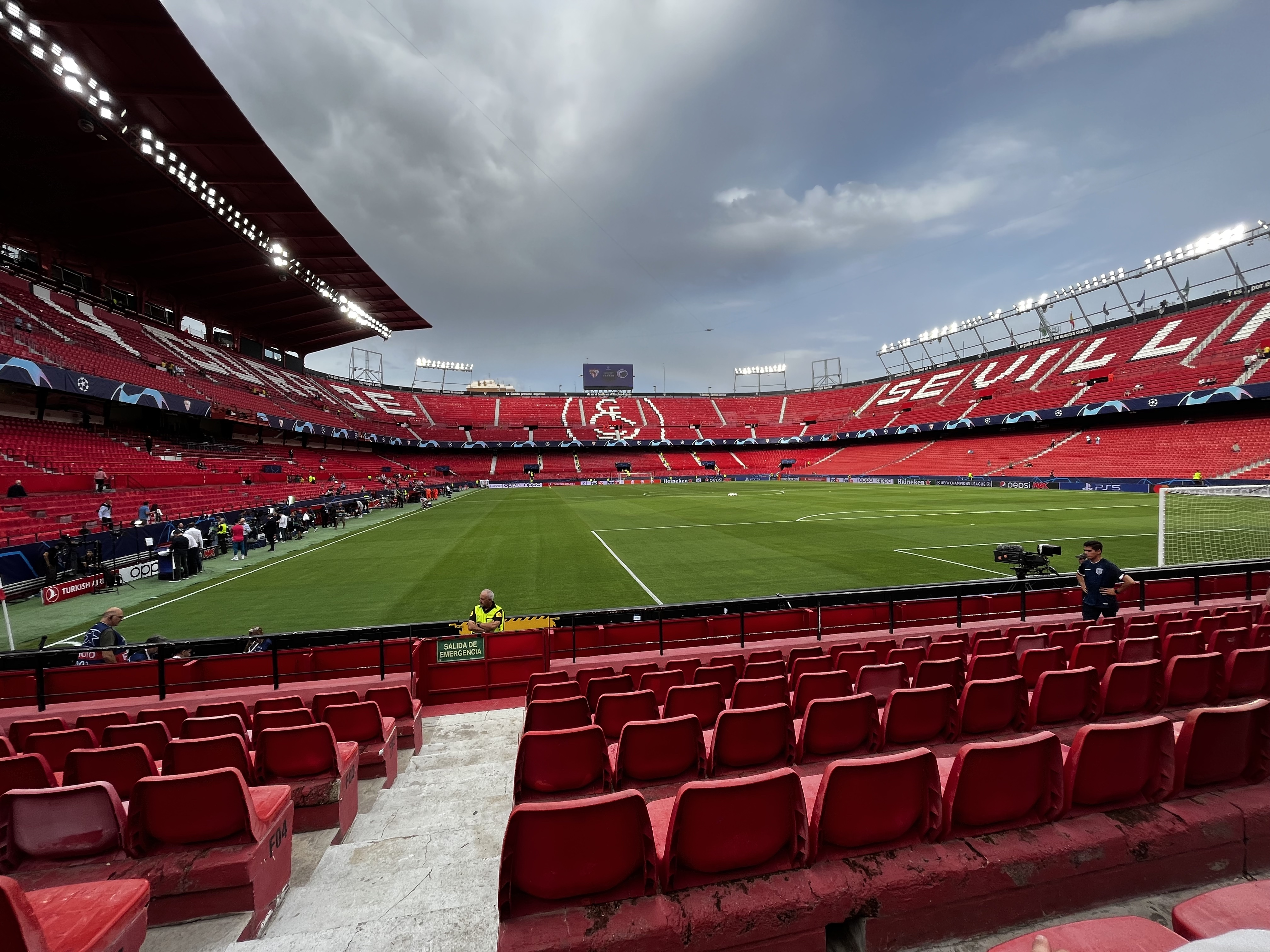
Estadio Ramón Sánchez Pizjuán van binnenuit gezien (2022)

## Geschiedenis

### Beginperiode
Sevilla werd opgericht op 25 januari 1890. In 1914 speelde de club tegen Recreativo Huelva de eerste officiële wedstrijd. In 1934/35 debuteerde Sevilla in de Primera División en dat seizoen werd bovendien de eerste grote prijs gewonnen, de Torneo del Presidente de la República (voorloper van de Copa del Rey). Sevilla versloeg in de finale Sabadell met 3–0. De jaren dertig en veertig bleken uiteindelijk een glorietijd te zijn voor de club: na 1935 veroverden ze de Spaanse beker ook in 1939 en 1948 en in 1946 werd Sevilla bovendien landskampioen. Na deze succesperiode behaalde de club gedurende vele jaren geen prijs meer. Zij degradeerde ook enkele malen uit de Primera División, in 2000 voor het laatst. Na terugkomst op het hoogste niveau ontwikkelde Sevilla zich tot een stabiele subtopper/middenmoter. De club behaalde ook groot succes in Europa door zevenmaal de tweede Europese clubcompetitie te winnen; de UEFA Cup / UEFA Europa League.

### Succesjaren
Sevilla won in het seizoen 2005/06 zowel haar eerste UEFA Cup (het werd 4–0 in een finale tegen Middlesbrough) als de UEFA Super Cup (3–0 tegen FC Barcelona). Daarbij sloot de club het kalenderjaar af als koploper van de Primera División. Sevilla bleef tot het einde van het seizoen 2006/07 meedoen om het landskampioenschap en won de Copa del Rey. In de finale hiervan versloeg het Getafe met 1–0.
Sevilla won de UEFA Cup in het seizoen 2006/07 als tweede club in de geschiedenis (na Real Madrid) voor een tweede keer op rij, ditmaal door in de finale Espanyol te verslaan. Na reguliere speeltijd en verlengingen stond het 2–2, waarna doelman Andrés Palop tijdens de beslissende strafschoppenreeks drie van de vier inzetten stopte. Sevilla won de serie met 3–1. Trainer van het team was tijdens beide Europa Cup-successen Juande Ramos. In de competitie plaatste Sevilla zich voor het eerst in de historie voor de UEFA Champions League. In augustus 2007 volgde winst van de Supercopa, veroverd tegen landskampioen Real Madrid. In Sevilla werd met 1–0 gewonnen en in Madrid met 5–3. Een zwarte bladzijde dat jaar was het overlijden van Antonio Puerta. De speler van Sevilla overleed op 28 augustus op 22-jarige leeftijd aan de gevolgen van een hartstilstand.

### Driemaal winst Europa League
Nadat Sevilla in 2005/06 en 2006/07 twee keer achter elkaar de UEFA Cup veroverde, won het in 2013/14 en 2014/15 ook twee keer achter elkaar de UEFA Europa League, de nieuwe naam van het toernooi. In de finales werden Benfica (0–0 na verlengingen, 4–2 na strafschoppen) en Dnipro Dnipropetrovsk (3–2) verslagen. Sevilla werd zo de eerste club ooit die dit Europese toernooi vier keer won. Daarbij stond het ook in 2013/14 en 2014/15 tijdens beide toernooizeges onder leiding van dezelfde trainer, nu Unai Emery. Onder diezelfde Emery won Sevilla in het seizoen 2015/16 als eerste club ooit de UEFA Europa League voor de derde keer op rij. Ditmaal deed het dat door in de finale Liverpool te verslaan. Sevilla ging nog rusten met een 1–0-achterstand door een doelpunt van Daniel Sturridge, maar won na doelpunten van achtereenvolgens Kevin Gameiro en Coke (tweemaal) in de tweede helft alsnog met 1–3.
Op 21 augustus 2020 won Sevilla voor de zesde keer de UEFA Cup / UEFA Europa League, doordat het in de finale Internazionale met 3–2 versloeg.

### Roerig seizoen
Sevilla beleefde een roerig seizoen 2017/18, waarin eerst trainer Eduardo Berizzo en vervolgens diens opvolger Vincenzo Montella werd ontslagen. De club bereikte in 2017/18 de kwartfinales van de UEFA Champions League en de finale van de Copa del Rey. Daarin werd Sevilla overklast door FC Barcelona (0–5). Na de competitienederlaag, op 27 april 2018 bij Levante, dreigde Sevilla naast Europees voetbal te grijpen, wat voor de clubleiding aanleiding was om Montella de laan uit te sturen. Sevilla haalde daarop trainer Joaquín Caparrós terug. De 62-jarige Spanjaard kreeg als opdracht mee om plaatsing af te dwingen voor Europees voetbal. "De situatie is lastig, want er zijn nog maar vier wedstrijden. Maar er zit veel kwaliteit in deze ploeg", zei Caparrós. "Ik ben geen verlosser, de spelers moeten het doen." Caparrós, sinds begin jaren negentig werkzaam in het Spaanse profvoetbal, wordt gezien als de grondlegger voor de Europese successen die de club uit Andalusië in de jaren daarna vierde.

## Sponsors
| Periode   | Kledingsponsor | Shirtsponsor                  |
| --------- | -------------- | ----------------------------- |
| 1980-1985 | adidas         | —                             |
| 1985-1986 | Yama           | —                             |
| 1986-1990 | Puma           | Sevilla Expo '92              |
| 1990-1992 | Bakta          | —                             |
| 1992-1993 | Front Runner   | Super NES                     |
| 1993-1994 | Hotshot        | —                             |
| 1994-1996 | Umbro          | Marbella                      |
| 1996-1998 | Umbro          | —                             |
| 1998-2000 | Umbro          | SuperCable & Eurotex Pinturas |
| 2000-2001 | Umbro          | Andalusië                     |
| 2001-2002 | Joma           | Andalusië                     |
| 2002-2003 | Joma           | OID                           |
| 2003-2004 | Joma           | —                             |
| 2004-2005 | Joma           | La Gitana                     |
| 2005-2006 | Joma           | Stevenson                     |
| 2006-2009 | Joma           | 888sport                      |
| 2009-2011 | Joma           | 12bet.com                     |
| 2011-2012 | Li Ning        | —                             |
| 2012-2013 | Umbro          | inter wetten.es               |
| 2013-2014 | Warrior        | —                             |
| 2014-2015 | Warrior        | Visit Malaysia                |
| 2015-2016 | New Balance    | —                             |
| 2016-2017 | New Balance    | SeePuertoRico.com             |
| 2017-2018 | New Balance    | —                             |
| 2018-2022 | Nike           | Playtika                      |
| 2022-     | Castore        | De Giro                       |

## Erelijst
| Mondiaal                      |    |                                          |
| UEFA–CONMEBOL Club Challenge  | 1x | 2023                                     |
| Continentaal                  |    |                                          |
| UEFA Cup / UEFA Europa League | 7x | 2006, 2007, 2014, 2015, 2016, 2020, 2023 |
| UEFA Super Cup                | 1x | 2006                                     |
| Nationaal                     |    |                                          |
| Primera División              | 1x | 1946                                     |
| Copa del Rey                  | 5x | 1935, 1939, 1948, 2007, 2010             |
| Supercopa de España           | 1x | 2007                                     |
| Segunda División A            | 4x | 1929, 1934, 1969, 2001                   |

## Eindklasseringen
- 1940 2e
Primera División
- 1941 5e
Primera División
- 1942 6e
Primera División
- 1943 2e
Primera División
- 1944 3e
Primera División
- 1945 10e
Primera División
- 1946 1e
Primera División
- 1947 6e
Primera División
- 1948 5e
Primera División
- 1949 8e
Primera División
- 1950 10e
Primera División
- 1951 2e
Primera División
- 1952 6e
Primera División
- 1953 5e
Primera División
- 1954 5e
Primera División
- 1955 4e
Primera División
- 1956 4e
Primera División
- 1957 2e
Primera División
- 1958 10e
Primera División
- 1959 12e
Primera División
- 1960 4e
Primera División
- 1961 11e
Primera División
- 1962 6e
Primera División
- 1963 11e
Primera División
- 1964 9e
Primera División
- 1965 10e
Primera División
- 1966 8e
Primera División
- 1967 13e
Primera División
- 1968 16e
Primera División
- 1969 1e
Segunda División
- 1970 3e
Primera División
- 1971 7e
Primera División
- 1972 16e
Primera División
- 1973 4e
Segunda División
- 1974 9e
Segunda División
- 1975 3e
Segunda División
- 1976 11e
Primera División
- 1977 10e
Primera División
- 1978 8e
Primera División
- 1979 11e
Primera División
- 1980 8e
Primera División
- 1981 8e
Primera División
- 1982 7e
Primera División
- 1983 5e
Primera División
- 1984 8e
Primera División
- 1985 12e
Primera División
- 1986 9e
Primera División
- 1987 14e
Primera División
- 1988 10e
Primera División
- 1989 9e
Primera División
- 1990 6e
Primera División
- 1991 8e
Primera División
- 1992 12e
Primera División
- 1993 7e
Primera División
- 1994 6e
Primera División
- 1995 5e
Primera División
- 1996 12e
Primera División
- 1997 20e
Primera División
- 1998 7e
Segunda División
- 1999 4e
Segunda División
- 2000 20e
Primera División
- 2001 1e
Segunda División
- 2002 9e
Primera División
- 2003 10e
Primera División
- 2004 6e
Primera División
- 2005 6e
Primera División
- 2006 5e
Primera División
- 2007 3e
Primera División
- 2008 5e
Primera División
- 2009 3e
Primera División
- 2010 4e
Primera División
- 2011 5e
Primera División
- 2012 9e
Primera División
- 2013 9e
Primera División
- 2014 5e
Primera División
- 2015 5e
Primera División
- 2016 7e
Primera División
- 2017 4e
Primera División
- 2018 7e
Primera División
- 2019 6e
Primera División
- 2020 4e
Primera División
- 2021 4e
Primera División
- 2022 4e
Primera División
- 2023 12e
Primera División
- 2024 14e
Primera División
- 2025 17e
Primera División

- Primera División
- Segunda División

## Sevilla FC in Europa
Sevilla FC speelt sinds 1957 in diverse Europese competities. Hieronder staan de competities en in welke seizoenen de club deelnam. De edities die Sevilla FC heeft gewonnen zijn dik gedrukt:
- Champions League (10x)

2007/08, 2009/10, 2010/11, 2015/16, 2016/17, 2017/18, 2020/21, 2021/22, 2022/23, 2023/24
- Europacup I (1x)

1957/58
- Europa League (8x)

2010/11, 2011/12, 2013/14, 2014/15, 2015/16, 2018/2019, 2019/20, 2021/22, 2022/23
- Europacup II (1x)

1962/63
- UEFA Cup (8x)

1982/83, 1983/84, 1990/91, 1995/96, 2004/05, 2005/06, 2006/07, 2008/09
- Jaarbeursstedenbeker (2x)

1966/67, 1970/71
- UEFA Super Cup (7)

2006, 2007, 2014, 2015, 2016, 2020, 2023
Bijzonderheden Europese competities:
| Bijzonderheid                 | Datum      | Tegenstander         | Uitslag | Plaats  | Naam             | Aantal |
| ----------------------------- | ---------- | -------------------- | ------- | ------- | ---------------- | ------ |
| Hoogste overwinning           | 25-10-2018 | Akhisar Belediyespor | 6-0     | Sevilla |                  |        |
| Hoogste nederlaag             | 23-01-1958 | Real Madrid CF       | 0-8     | Madrid  |                  |        |
| Speler met meeste wedstrijden | 29-11-2023 |                      |         |         | Jesús Navas      | 116    |
| Speler met meeste doelpunten  | 17-02-2011 |                      |         |         | Frédéric Kanouté | 28     |

UEFA Club Ranking: 24 (24-09-2024)

## Bekende spelers

### Belgen
- Tom De Mul
- Axel Lawarée
- Dodi Lukebakio
- Adnan Januzaj

### Nederlanders
- Khalid Boulahrouz
- Tarik Oulida
- Hedwiges Maduro
- Quincy Promes
- Luuk De Jong
- Karim Rekik

### Spanjaarden
- Daniel Sánchez Ayala (jeugd)
- Diego Capel
- José Ángel Crespo
- Isco
- Kepa
- Jordi López
- Carlos Marchena
- José Luis Martí
- Fernando Muñoz
- Javi Navarro
- Jesús Navas
- Álvaro Negredo
- Andrés Palop
- Antonio Puerta
- Sergio Ramos
- José Antonio Reyes
- Juan Carlos Unzué

### Overig
- Adriano
- Daniel Alves
- Júlio Baptista
- Bebeto
- Yassine Bounou
- Javier Chevantón
- Papiss Cissé
- Carlos Bacca
- Rinat Dasajev
- Ilie Dumitrescu
- Ivica Dragutinović
- Youssef En-Nesyri
- Julien Escudé
- Luís Fabiano
- Frédéric Kanouté
- Aleksandr Kerzjakov
- Arouna Koné
- Bakari Koné
- Nikos Machlas
- Ariza Makukula
- Diego Maradona
- Enzo Maresca
- Amaro Nadal
- Christian N'Dri Romaric
- Frode Olsen
- Željko Petrović
- Toni Polster
- Robert Prosinečki
- Renato
- Ivan Rakitić
- Javier Saviola
- Diego Simeone
- Dario Silva
- Emir Spahić
- Davor Šuker
- Gerardo Torrado
- Iván Zamorano
- Didier Zokora